# Гитлер-Барский, Иосиф
Ио́сиф Ги́тлер-Ба́рский (יוסף גיטלער־בארסקי, пол. Józef Gitler-Barski, 3 марта 1898 года, Варшава, Царство Польское, Российская империя — 28 мая 1990 года, Варшава, Польша) — общественный деятель еврейской общины Польши, коммунистический деятель, сотрудник Центральной еврейской исторической комиссии, польский экономист, генеральный секретарь польского отделения Джойнта (1945—1950 гг.), главный исполнительный директор PKO Bank Polski (1950—1953 гг.), многолетний директор кондитерской фабрики имени 22 июля, депутат Народного Совета Варшавы.

## Биография
В юности учился в Мюнхенском университете. Во время учёбы Иосиф Гитлер-Барский был вовлечён в деятельность марксистской организации «Союз Спартака», принимал участие в событиях Ноябрьской революции в Германии. В 1919 году он был арестован и выслан в Польшу. C 1924 по 1928 гг. обучался в Свободном польском университете. С 1922 года занимал руководящие должности в польском Джойнте. В это же время принимал активное участие в польском коммунистическом движении, за что неоднократно подвергался арестам. Во время Второй мировой войны находился в варшавском гетто. С 1943 по 1945 год Иосиф Гитлер-Барский находился в концентрационном лагере Берген-Бельзен, где он участвовал в движении сопротивления, выпуская подпольную газету Tramwaj.
После окончания войны вернулся в Польшу, где участвовал в деятельности Центрального комитета польских евреев, работая в Центральной еврейской исторической комиссии. C 1945 по 1950 год занимал руководящую роль в польском отделении Джойнта, с 1950 по 1953 год был главным исполнительным директором банка PKO Bank Polski.
В феврале 1953 года Иосиф Гитлер-Барский был арестован по обвинению в шпионаже. После освобождения работал заместителем директора кондитерской фабрики имени 22 июля. В 1956 году был назначен директором этой фабрики; на этой должности работал до 1967 года.
С 1958 по 1961 год был депутатом Народного Совета Варшавы, одновременно занимая должность в Экономическом совете городского отделения ПОРП.

## Сочинения
Иосиф Гитлер-Барский публиковал статьи по экономическим темам в еврейской газете Фолксштимэ, альманахе «Блетер фар гешихтэ» и других изданиях на идише, а также в органе Еврейского исторического института «Biuletyn Żydowskiego Instytutu Historycznego w Polsce».
Был почётным председателем организации Общества Еврейского исторического института.
В 1986 году Иосиф Гитлер-Барский издал автобиографическую книгу «Przeżycia i wspomnienia z lat okupacji».

## Награды
- Орден Возрождения Польши в 1946 году;
- Орден «Знамя Труда» II степени в 1960 году;
- Знак тысячелетия государства Польского в 1965 году;
- Знак «За культурные заслуги».

## Источник
- August Grabski: Działalność komunistyczna wśród Żydów w Polsce (1944—1949). Warszawa: Trio, 2004, стр. 75. ISBN 83-88542-87-7.
- פֿאָלקס שטימע" ,נישטא מער יוסף גיטלער־בארסקי", nr 24, 15 czerwca 1990, стр. 2
- Maurycy Horn, Wstęp do książki: Przeżycia i wspomnienia z lat okupacji, Warszawa 1986, стр. 5-7.
- Maurycy Horn, Pamięci Józefa Barskiego, «Biuletyn Żydowskiego Instytutu Historycznego w Polsce», nr 3-4 (155—156), lipiec-grudzień 1990, стр. 209—210
- Dlaczego i po co chcą zostać ojcami… miasta?, «Życie Warszawy», nr 20 z 23 stycznia 1958, стр. 1